# Альбединский, Пётр Павлович
Пётр Павлович Альбединский (1826—1883) — генерал-адъютант, генерал от кавалерии, глава прибалтийских (1866-1870) и литовских (1874-1880) губерний, варшавский генерал-губернатор (1880—1883).

## Биография
Происходил из дворян Смоленской губернии, родился 4 сентября 1826 году в Москве. Его отец Павел Петрович Альбединский (1793— ?), был внебрачным сыном обер-гофмейстера Петра Романовича Альбедиля. Мать, княжна Наталья Кирилловна Багратион (1803—1873), — двоюродная сестра знаменитого полководца. По поводу их предстоящей свадьбы А. Я. Булгаков писал 16 июня 1824 года: 
Сенатор Багратион помолвил дочь свою за какого-то полковника Альбединского… он смоленский помещик и богат. Полюбился княгини скупой тем, что берет княжну без приданого. Такие женихи ныне переводятся.
 По окончании курса в Пажеском корпусе, 2 августа 1843 году выпущен корнетом в лейб-гвардии Конный полк, где, продолжая службу, последовательно получил чины поручика (6 декабря 1844 г.), штабс-ротмистра (21 апреля 1848 г.) и ротмистра (30 августа 1848 г.) и принял участие в Венгерском походе 1849 года. 4 ноября 1852 года назначен командиром эскадрона в своём полку и 25 июня 1853 года пожалован во флигель-адъютанты. В феврале—мае 1854 года находился в Витебской губернии для наблюдения за рекрутским набором.
С наступлением Крымской войны, он, произведённый 20 сентября в полковники, был командирован в распоряжение главнокомандующего сухопутными и морскими силами в Крыму князя Меншикова и принял участие в военных действиях; находился в Севастополе во время неприятельских бомбардировок и при отражении атак. Сражение 24 октября 1854 года под Инкерманом, где он был серьёзно контужен в голову, получив за отличное мужество золотой палаш с надписью «За храбрость» (31 марта 1856 г.), завершило его пребывание в армии, после чего он был отправлен в Оренбург с манифестом о восшествии на престол императора Александра II.
В 1856 года был командируем в Париж: для передачи чрезвычайных депеш русскому уполномоченному на Парижском мирном конгрессе генерал-адъютанту князю А. Ф. Орлову и затем для поднесения французскому императору Наполеону III орденских знаков св. Андрея Первозванного; в ответ Наполеон наградил Альбединского офицерским крестом ордена Почётного легиона.
По выполнении последней миссии Альбединский был награждён орденом св. Станислава 2-й степени (16 апреля 1856 г.) и находился в Москве на коронационных торжествах, по окончании которых снова был отправлен в Париж в качестве корреспондента военного министерства при русском посольстве; за выполнение этой миссии 29 сентября 1857 года получил орден св. Владимира 4-й степени.
Красавец Альбединский, по словам генерала Н. Г. Залесова, близко сошёлся с императрицей Евгенией, вследствие чего Наполеон III конфиденциально просил об отозвании его в Россию. Альбединский был отозван и в 1858 году вернулся в Россию, где 27 сентября получил в командование лейб-гвардии Конно-гренадерский полк; 17 апреля 1860 года, с назначением в Свиту его величества, произведён в чин генерал-майора. 4 мая 1863 года принял команду над Лейб-гвардии гусарским полком и 4 января 1865 года назначен начальником штаба войск гвардии и Петербургского военного округа.
27 марта следующего года Альбединский был назначен генерал-адъютантом и 9 октября, с производством в генерал-лейтенанты, назначен Лифляндским, Эстляндским и Курляндским генерал-губернатором и командующим войсками Рижского военного округа; уволенный вслед за тем, 29 сентября 1870 года, по прошению от занимаемых должностей, Альбединский получил орден Белого Орла и четыре года спустя, 22 июля 1874 года занял пост Виленского, Ковенского и Гродненского генерал-губернатора и командующего войсками Виленского военного округа, и, оставаясь в этих должностях до 1880 года, был произведён 16 апреля 1878 года в генералы от кавалерии.
Не обладая ни высшим военным образованием, ни особыми военными достоинствами, Альбединский своей военной карьерой был обязан, главным образом, красивой внешности и большим связям при дворе. Отлично усвоив себе требования военной службы в мирное время, обладая простым здравым смыслом и гуманным сердцем, он проявлял большую заботливость о войсках и пользовался среди них большою популярностью. Служба Альбединского отмечена особенной заботливостью о воспитании и боевой подготовке войск, причём он неоднократно являлся ближайшим руководителем занятий различных комитетов по выработке многих специальных инструкций и положений.
18 мая 1880 года состоялось назначение Альбединского варшавским генерал-губернатором и командующим войсками Варшавского военного округа, а 1 января следующего года он назначен членом Государственного совета. Умер 19 мая 1883 года в Варшаве, похоронен на Казанском кладбище в Царском Селе.

## Военные чины и свитские звания
- Корнет (02.08.1843)
- Поручик (06.12.844)
- Штабс-ротмистр (21.04.1848)
- Ротмистр (30.08.1848)
- Флигель-адъютант (25.06.1853)
- Полковник (20.09.1853)
- Генерал-майор Свиты (17.04.1860)
- Генерал-адъютант (27.03.1866)
- Генерал-лейтенант (09.10.1866)
- Генерал от кавалерии (16.04.1878)

## Личная жизнь
Альбединский имел чрезвычайно большой успех в свете; самые аристократические дамы ссорились из-за него, он же до самой старости оставался поклонником прекрасного пола. Поэтесса графиня Евдокия Ростопчина имела от него внебрачного сына по имени Ипполит (1845— после 1917, минский вице-губернатор, гофмейстер). А отказ жениться на фрейлине Юлии Гауке (впоследствии матери принца Баттенберга) едва не повредил его карьере.
В ноябре 1862 года Альбединский женился на известной красавице фрейлине княжне Александре Сергеевне Долгоруковой (1834—1913). Свадьба была в Царском Селе и по сведениям М. Палеолога, этот брак был устроен Александром II, некоторое время состоявшим с Александрой Сергеевной в связи. За заслуги мужа была пожалована в кавалерственные дамы ордена Святой Екатерины (малого креста) (1879) и статс-дамы двора (1896). В браке родились трое детей: 
- Мария (1863—1928, Лондон); муж — Чихачёв, Фёдор Платонович) (1859-1919)
- Ольга (1865—1953)
- Александр (1868—1959).

## Награды
российские:
- Золотой палаш «За храбрость» (31.05.1856)
- Орден Святого Станислава 2 ст. (16.04.1856)
- Орден Святого Владимира 4 ст. (29.09.1857)
- Орден Святого Станислава 1 ст. (30.08.1864)
- Орден Святой Анны 1 ст. с императорской короной (07.07.1867)
- Орден Святого Владимира 2 ст. (1869)
- Орден Белого Орла (29.09.1870)
- Орден Святого Александра Невского (24.06.1875)
- Орден Святого Владимира 1 ст. (15.05.1883)

иностранные:
- Прусский Орден Красного Орла 3 ст. (1856)
- Французский Орден Почетного Легиона офицерский крест (1856)
- Баварский Орден Святого Михаила 2 ст. (1857)
- Нидерландский Орден Нидерландского льва большой крест (1871)
- Саксен-Альтенбургский Орден Эрнестинского Дома большой крест (1874)
- Австрийский Орден Леопольда большой крест (1874)
- Шведский Орден Меча большой крест (1875)
- Сербский Орден Таковского креста 1 ст. (1881)
- Черногорский Орден Данило I 1 ст. (1881)

## Комментарии
1. ↑  Венчались в Москве 12 сентября 1824 года в Георгиевской церкви в бывшем Георгиевском монастыре[1].